# Odontodynerus armatiscutis
Odontodynerus armatiscutis är en stekelart som först beskrevs av Cameron.  Odontodynerus armatiscutis ingår i släktet Odontodynerus och familjen Eumenidae. Inga underarter finns listade i Catalogue of Life.